# Amapala (ort)
Amapala är en ort i Honduras.   Den ligger i departementet Departamento de Valle, i den sydvästra delen av landet, 100 km sydväst om huvudstaden Tegucigalpa. Amapala ligger 25 meter över havet och antalet invånare är 2 136. Den ligger på ön Isla del Tigre.

## Bildgalleri

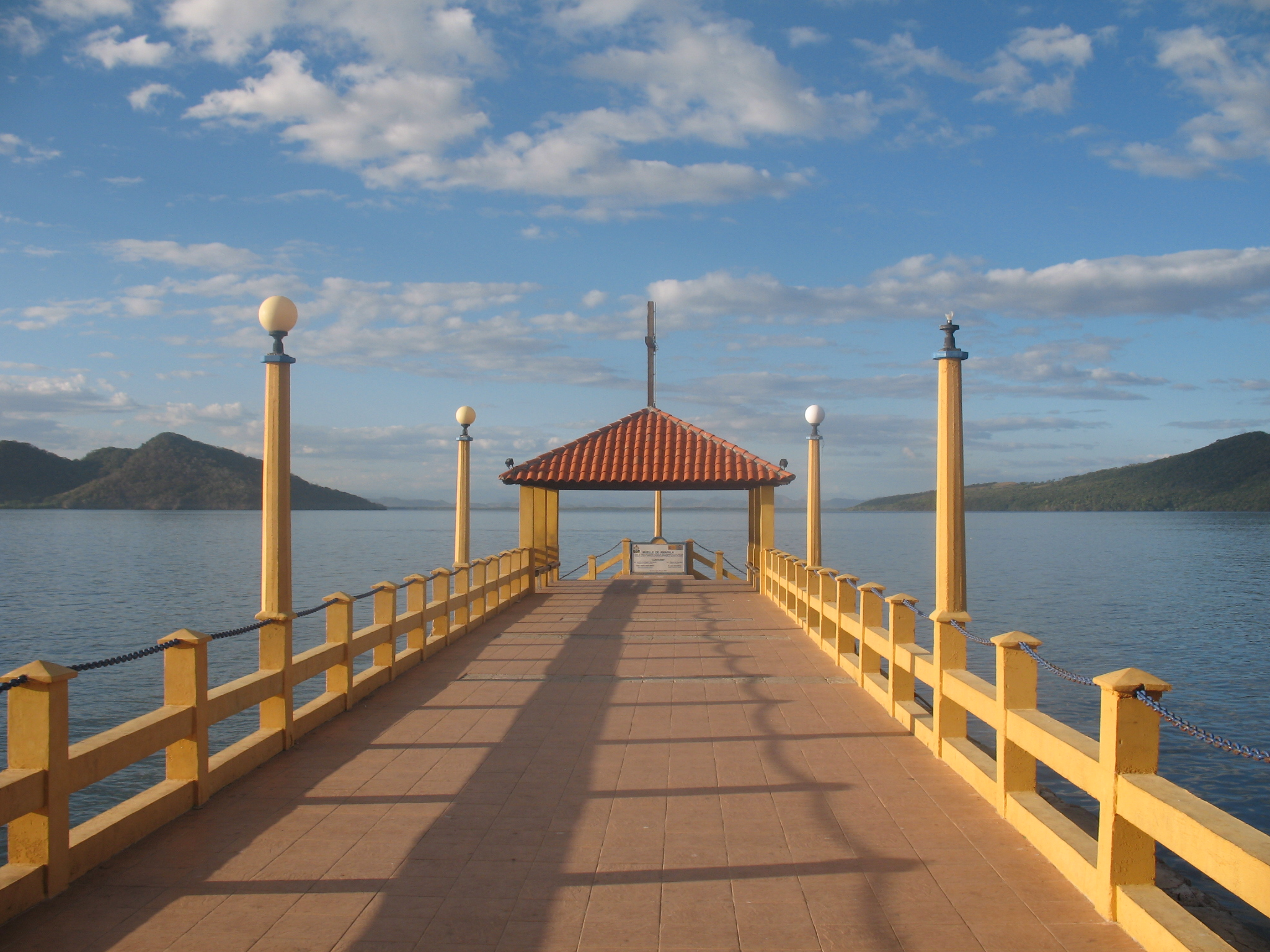
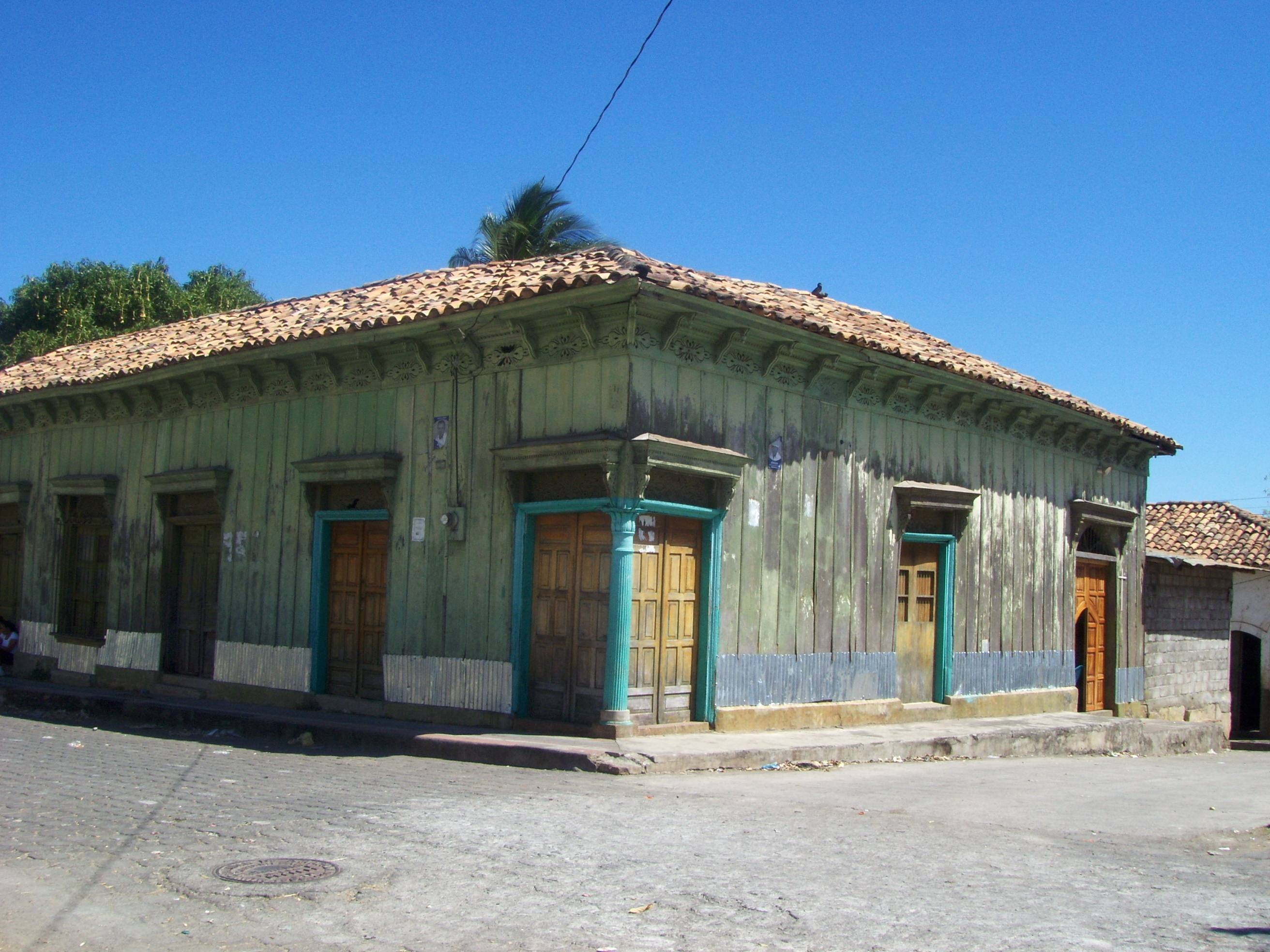
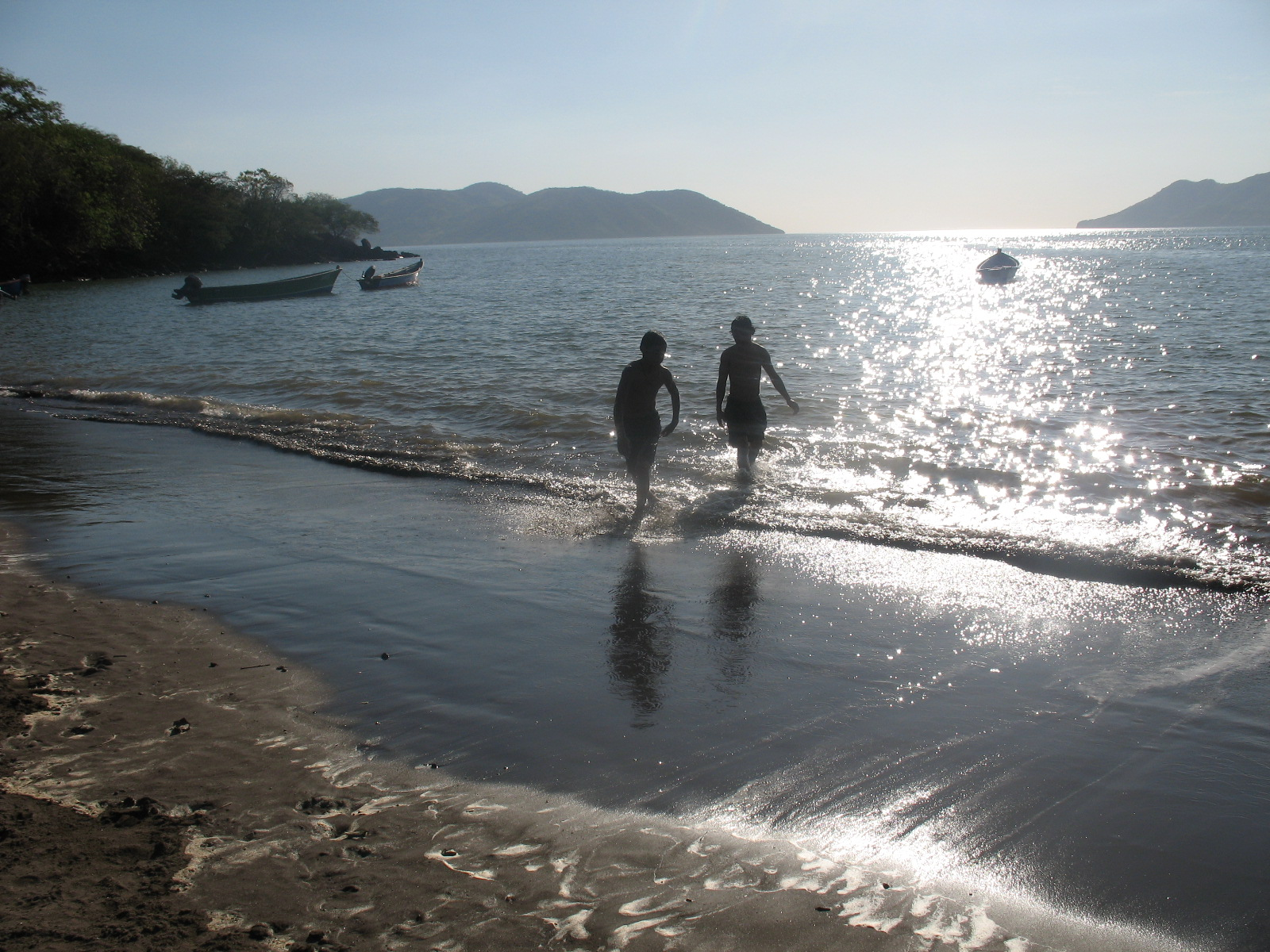